# Special make-up artist

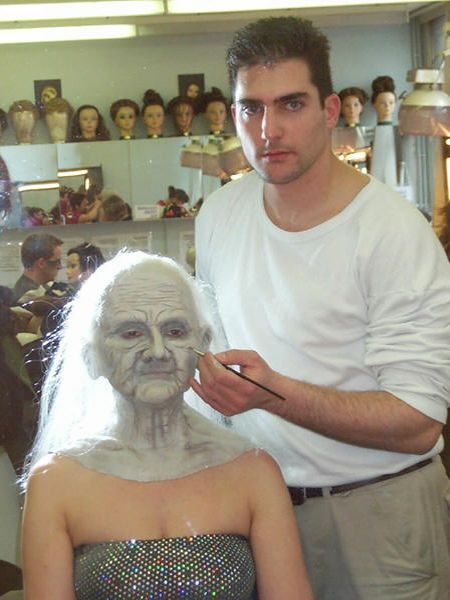
Een special make-up artist aan het werk

Een special make-up artist is een gespecialiseerde grimeur, iemand die vooral in de film- en toneelwereld werkt. Het verschil met een "gewone" grimeur ligt in het specialisme, in de speciale effecten.

## Hoofdwerkzaamheden
- Het maken van een gipsen of glasvezelafgietsel van het hoofd of andere lichaamsdelen.
- Het maken van mallen en prothesen in verschillende materialen.
- Het kunstmatig veranderen van de vorm van het gezicht of het lichaam van een acteur of model door middel van prothesen.
- Het maken van tijdelijke gebitsprothesen.
- Het maken van effecten zoals bloed, zweet, tranen.
- Het namaken van (bewegende) lichaamsdelen als bijvoorbeeld stand-inobjecten.
- Kap- en haarwerk. Ook het maken van kunstbaarden en snorren.

Door middel van diverse (chemische) middelen kan de special make-up artist het uiterlijk van een acteur of model veranderen. Denk hierbij aan monsters, buitenaardse wezens en andere fantasiewezens. Maar ook subtiele veranderingen zoals een grotere neus, kin, wonden en gebitsprothesen behoren tot de werkzaamheden.

## Voorbeeld

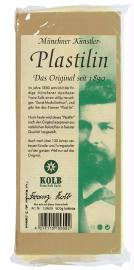
Plastiline

Op een gipsen of glasvezelreplica van het gezicht (positief) kan de special make-up artist met behulp van plastiline (een door de Duitse apotheker Franz Kolb uitgevonden product) veranderingen aanbrengen volgens de geschetste ontwerpen. Als hij hierover tevreden is, wordt van het geheel een negatiefmal gemaakt met gips, siliconen of glasvezel.
Zodra de plastiline van het positief is verwijderd, kan het negatief hierop worden bevestigd. Er is nu een ruimte ontstaan, waar zojuist de plastiline heeft gezeten. Deze ruimte kan worden opgevuld met een van de bovengenoemde materialen.
Zodra dit materiaal is uitgehard, kunnen de mallen worden gescheiden en de prothesen uit de mal worden gehaald. Deze passen nu perfect op het gezicht of het lichaam van de acteur of het model.
Afhankelijk van de situatie worden deze op het gezicht verlijmd met een speciale kleefstof, afhankelijk van het gebruikte materiaal. Op deze manier bewegen de prothesen perfect mee met het gezicht van de acteur of het model. Daarna worden alle randjes mooi met de eigen huid 'versmolten'. Op deze manier lijkt het of er geen overgangen zijn. Nu kan alles worden gekleurd in de desbetreffende kleuren voor een totaal onzichtbare overgang tussen prothesen en echte huid.
Hierna kunnen nog andere materialen zoals kunstbloed worden toegevoegd.
Een opdracht als deze kan enige maanden aan werk in beslag nemen. Het creëren van dergelijke 'veranderingen' is dan ook prijzig.
De special make-up artist kan met diverse materialen werken om prothesen te maken:
- Latex
- Cold Latexfoam
- Hot Latexfoam
- Gelatine
- Siliconen
- Acrylverf